# Wejście w atmosferę
Wejście w atmosferę - proces, w którym pojazdy znajdujące się poza atmosferą planety są zdolne do wejścia w nią i osiągnięcia powierzchni w stanie nienaruszonym. Zazwyczaj proces ten wymaga specjalnych metod ochrony przed nagrzewaniem aerodynamicznym.

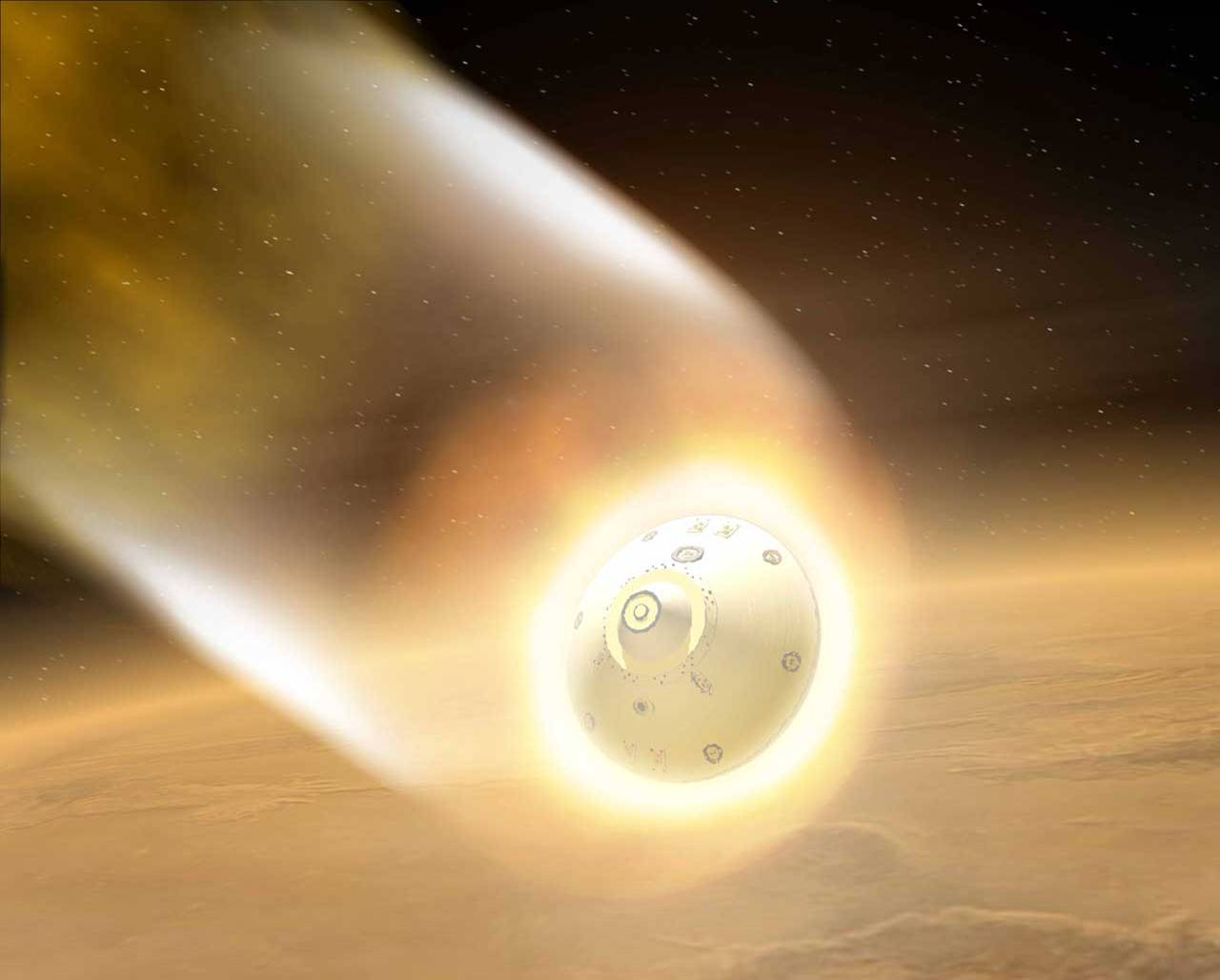
Osłona termiczna sondy Mars Exploration Rover, wizja artysty.

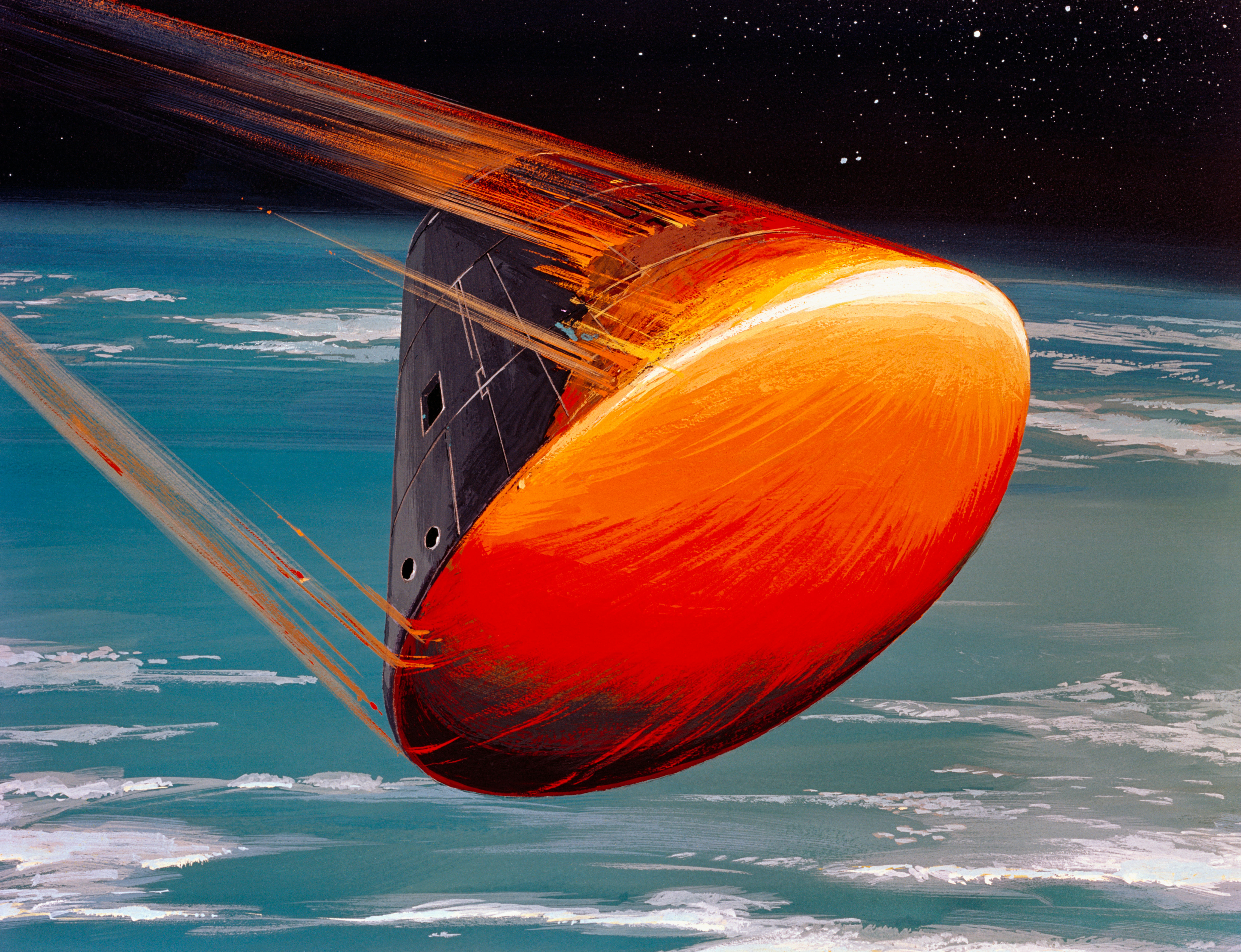
Moduł dowodzenia Apollo podczas lotu przy dużym kącie natarcia, wizja artysty.